# Musée des beaux-arts de Montréal

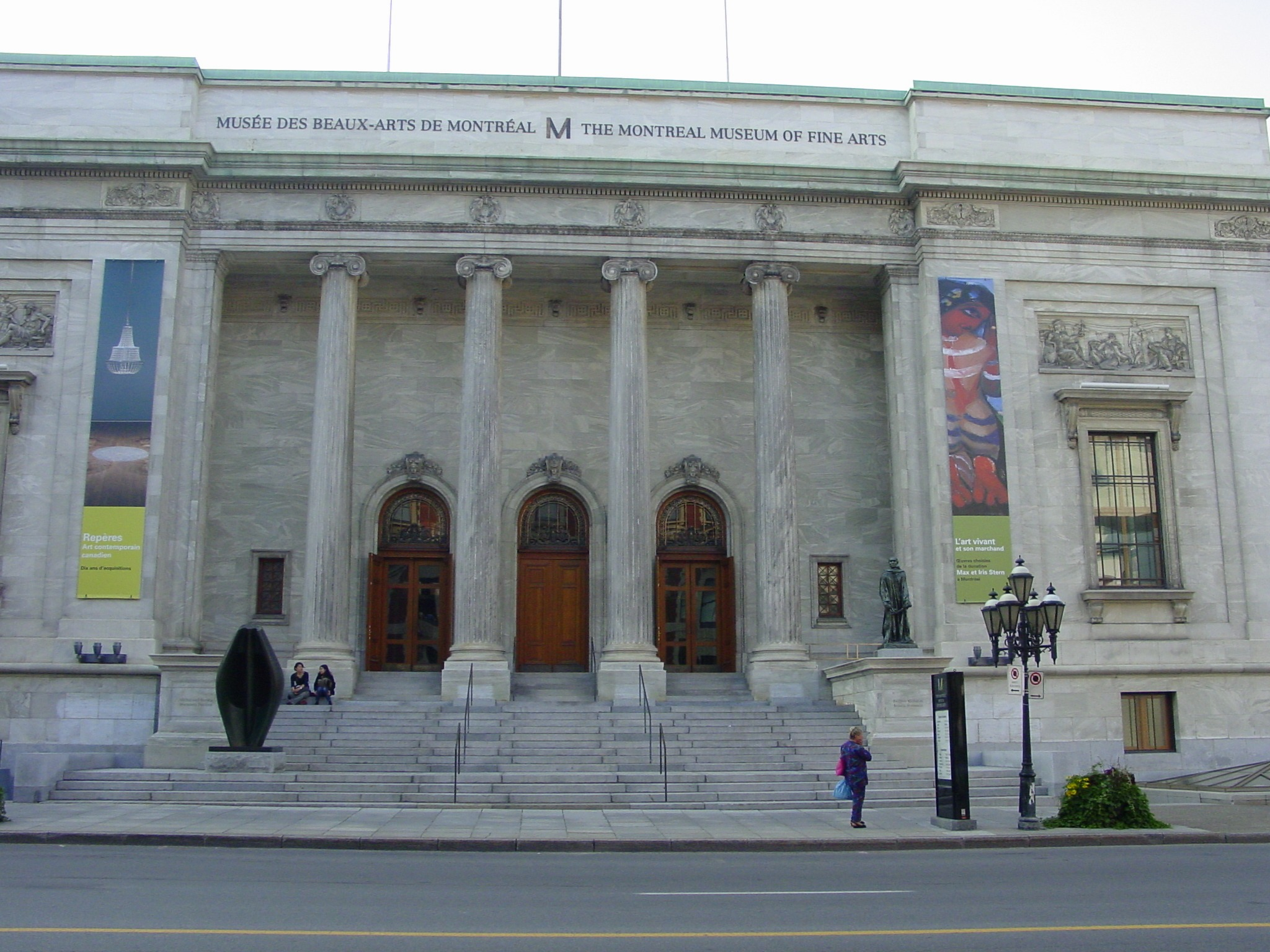
Beaux-Arts Pavillon 1912

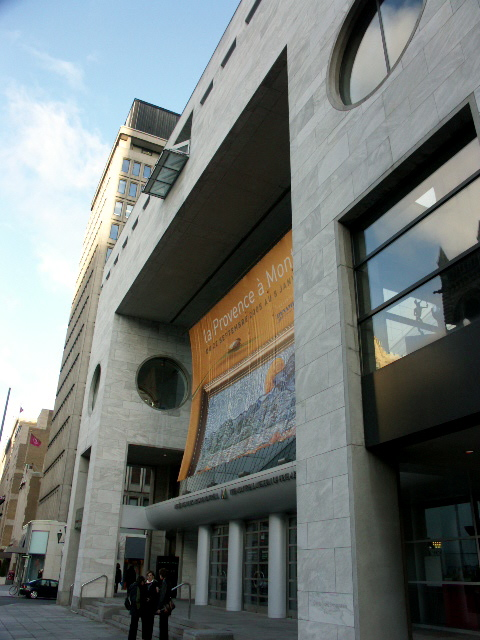
Nieuwbouw van 1991

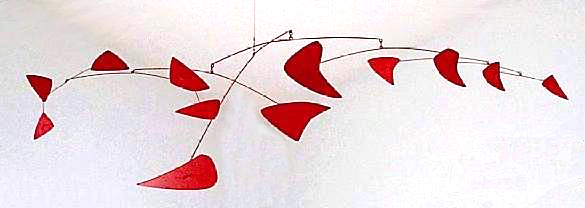
Red mobile van Alexander Calder

Het Musée des beaux-arts de Montréal is het oudste kunstmuseum van Canada. Het is gelegen aan de Rue Sherbrooke in het oude centrum van de stad Montreal in de Franstalige provincie Quebec en werd gesticht in 1860. 

## Paviljoens
Het museumcomplex bestaat uit drie paviljoens:
- Pavillon Hornstein  uit 1912 van William Sutherland Maxwell, oorspronkelijk het Beaux-Arts Pavillon
- Pavillon Desmarais  uit 1991 van de Israëlisch-Canadese architect Moshe Safdie
- Pavillon Stewart

Een vierde paviljoen is geprojecteerd voor 2010, het Pavillon Claire en Marc Bourgie.  Dit wordt een paviljoen voor Canadese kunst in het voormalige kerkgebouw van de Erskine and American United Church.

## Collectie
- werken van de navolgende kunstenaars: Hans Memling, Portrait d'homme (1490); Mariotto Albertinelli, La Sainte-Famille avec l'adoration de l'enfant (omstreeks 1505); El Greco, Portrait d'homme de la maison Leiva (omstreeks 1580-1585); Pieter Brueghel de Jonge, Retour de l'auberge (vers 1620); Floris van Dijck, Pièce de banquet (1622); Jacques Linard, Nature morte aux coquillages et au corail (1640); Charles Le Brun, La déification d'Énée (1642-1644); Jacques Stella, L'embaumement du Christ (omstreeks 1655); Nicolaas Maes, L'adoration des bergers (1658); Emanuel de Witte, Intérieur avec femme jouant de l'épinette (omstreeks 1660); Peschier, Vanité (1660); Rembrandt van Rijn, Portrait d'une femme (1665); Jan Davidsz. de Heem, Nature morte aux fruits; Jacob van Ruisdael, Champs de blanchissement près de Haarlem (omstreeks 1670); Godfried Schalcken, Salomé avec la tête de Saint-Jean Baptiste (omstreeks 1700); François Boucher, L'assomption de la vierge (1758-60); Francisco Goya, Portrait de Carlos Lopez Altamirano (omstreeks 1795); Honoré Daumier, Femmes poursuivies par des satires (1850); Gustave Courbet, Le ruisseau du Puits noir (omstreeks 1855); Thomas Faed, Le dimanche dans les forêts lointaines canadiennes (1859); Paul Cézanne, La route tournante en Provence (omstreeks 1866); Camille Corot, L'île heureuse (1865-68); Alfred Sisley, L'automne: bords de la Seine près de Bourgival (1873 - 2 exemplaren); Charles-François Daubigny, Lever de lune à Auvers ou Le retour du troupeau (1877); James Tissot, Octobre (1877); Auguste Rodin, La défense ou L'appel aux armes (1879); Le penseur (un des moulages), (omstreeks 1902); Claude Monet, Falaises de Pourville, le matin (1897); William Bouguereau, Parure des champs (1884); Pierre-Auguste Renoir, Jeune fille au chapeau (omstreeks 1890); Ferdinand Hodler, Hallebardier (1895); Marc-Aurèle de Foy Suzor-Coté, Pastourelle à Vallangoujard, Seine-et-Oise (1898), Femmes de Caughnawaga (1924)

- klassiek moderne werken van: Henri Matisse, Femme assise, le dos tourné vers la fenêtre ouverte (omstreeks 1922); Salvador Dali, Portrait de Maria Carbona (1925); Lawren Stewart Harris, Le mont Temple (vers 1925); Marc-Aurèle Fortin, Sainte-Rose à midi (omstreeks 1925), Commencement d'orage sur Hochelaga (omstreeks 1940), Bœufs aux labours (vers 1946), Bagoteville au Saguenay (omstreeks 1949), Saint-Siméon (voor 1950); Kees van Dongen, La femme au canapé (omstreeks 1930); Paul-Émile Borduas, Étoile noire (1957); Jean-Paul Riopelle, Vent traversier (1952); Autriche (1954); La Roue (Cold Dog - Indian Summer), (1954-1955); Hommage à Grey Owl (1970); Soleil de minuit (1977); Guido Molinari, Mutation violet (1964); Bi-sériel, vert-bleu (1967); Alex Colville, Église et cheval (1964); Pablo Picasso, Étreinte (1971); Joan Miró, Tête (1976)

- moderne en hedendaagse werken van Amerikaanse kunstenaars (zoals Hans Hofmann, Sam Francis, Robert Rauschenberg, Alexander Calder, Louise Nevelson en Leon Golub) en  Europese kunstenaars (zoals Gerhard Richter, Jörg Immendorff, Rebecca Horn, Barry Flanagan en Stephan Balkenhol).